# Calopteryx angustipennis
Calopteryx angustipennis är en trollsländeart som beskrevs av Selys 1853. Calopteryx angustipennis ingår i släktet Calopteryx och familjen jungfrusländor. IUCN kategoriserar arten globalt som livskraftig. Inga underarter finns listade i Catalogue of Life.